# 太田自動車大学校
太田自動車大学校（おおたじどうしゃだいがっこう）とは、群馬県太田市東金井町にある、自動車に関する専修学校である。旧校名は「太田自動車整備専門学校」で、2009年4月に学校名を変更した。
運営主体は、学校法人太田アカデミー。

## 設置学科
- 自動車整備学科
  - 一級自動車整備士コース（4年課程）
  - 二級自動車整備士コース（2年課程）
  - 自動車車体整備士コース（3年課程）

## 姉妹校
- 太田情報商科専門学校
- 太田医療技術専門学校
- 足利デザイン・ビューティ専門学校
- 足利製菓専門学校